# تودورهای پنماینید
تودورهای پنماینید (ویلزی: Tuduriaid Penmynydd) خانواده‌ای اصیل و اشرافی بودند که با پنماینید در انگلسی ارتباط داشتند و در سیاست‌های ولز (و بعدها انگلستان) بسیار تاثیرگذار بودند. از این خانواده، اوون تودور و در نتیجه، دودمان تودور برخاستند. این دودمان از سال ۱۴۸۵ تا ۱۶۰۳ بر انگلستان حکومت کرد و در اویل قرن هفدهم و با مرگ الیزابت اول پایان یافت.